# Municipio de Ceres
El municipio de Ceres (en inglés, Ceres Township) es una subdivisión administrativa del condado de McKean, Pensilvania, Estados Unidos. Según el censo de 2020, tiene una población de 846 habitantes.
Abarca una zona mayoritariamente rural.

## Geografía
Está ubicado en las coordenadas 41°57′52″N 78°15′33″O / 41.96444, -78.25917 (41.964339, -78.259142).

## Demografía
Según la Oficina del Censo, en 2000 los ingresos medios por hogar eran de $34,107 y los ingresos medios por familia eran de $41,161. Los hombres tenían unos ingresos medios de $31,083 frente a $19,861 para las mujeres. La renta per cápita era de $13,934. Alrededor del 9,9% de la población estaba por debajo del umbral de pobreza.
De acuerdo con la estimación 2015-2019 de la Oficina del Censo, los ingresos medios por hogar son de $50,197 y los ingresos medios por familia son de $57,000. Alrededor del 10.0% de la población está por debajo del umbral de pobreza.

## Gobierno
El municipio está gobernado por una junta de tres supervisores, que a febrero de 2022 son Anthony Plants, Jeffery Moyer y Greg Maxson. También hay un secretario/tesorero.